# Зульцбахер, Валентин
Валентин Зульцбахер (нем. Valentin Sulzbacher; род. 11 марта 2005 года) — австрийский футболист, полузащитник клуба «Ред Булл» (Зальцбург).

## Клубная карьера
Валентин начинал свою карьеру в детской команде «Альтмюнстер», а в 2015 году вошёл в систему «Ред Булла». 18 апреля 2022 года полузащитник дебютировал во взрослом футболе за фарм-клуб своей команды — «Лиферинг», отметившись голом в матче Второй Бундеслиги Австрии против «Лафница». Это была единственная игра в его первом сезоне. В сезонах 2023/24 и 2024/25 он отыграл по 13 встреч во второй австрийской лиге, забив 1 мяч.
В конце сезона 2024/25 Валентин стал привлекаться к тренировкам и матчам первой команды «красных быков». 6 апреля 2025 года он дебютировал за «Ред Булл» в матче австрийской Бундеслиги против «Блау-Вайсс». Всего он принял участие в 6 играх австрийского первенства. В июне того же года полузащитник был включён в заявку «Ред Булла» на клубный чемпионат мира. На этом турнире Валентин сыграл 1 встречу, 19 июня выйдя в стартовом составе на матч группового этапа против «Пачуки», отдав 1 голевую передачу и покинув поле на 55-й минуте из-за травмы.

## Международная карьера
В 2023 году Валентин представлял Австрию на юношеском уровне, приняв участие в 2 международных встречах за сборную до 19 лет. 10 июня 2025 года полузащитник дебютировал в составе молодёжной сборной страны, выйдя на замену в товарищеском матче против молодёжной сборной Венгрии.